# Walter Morel
Walter Morel (Montevideo, 30 giugno 1927 – ...) è stato un calciatore uruguaiano, di ruolo attaccante.

## Carriera

### Club
Ha sempre giocato nel campionato uruguaiano.

### Nazionale
Con la maglia della Nazionale ha preso parte al campeonato sudamericano nel 1953 e nel 1955.